# Antonne-et-Trigonant
Antonne-et-Trigonant is een gemeente in het Franse departement Dordogne in de regio Nouvelle-Aquitaine. De plaats maakt deel uit van het arrondissement Périgueux. Antonne-et-Trigonant telde op 1 januari 2022 1.221 inwoners.

## Geografie
De oppervlakte van Antonne-et-Trigonant bedraagt 20,23 km², de bevolkingsdichtheid is 64 inwoners per km².
De onderstaande kaart toont de ligging van Antonne-et-Trigonant met de belangrijkste infrastructuur en aangrenzende gemeenten.

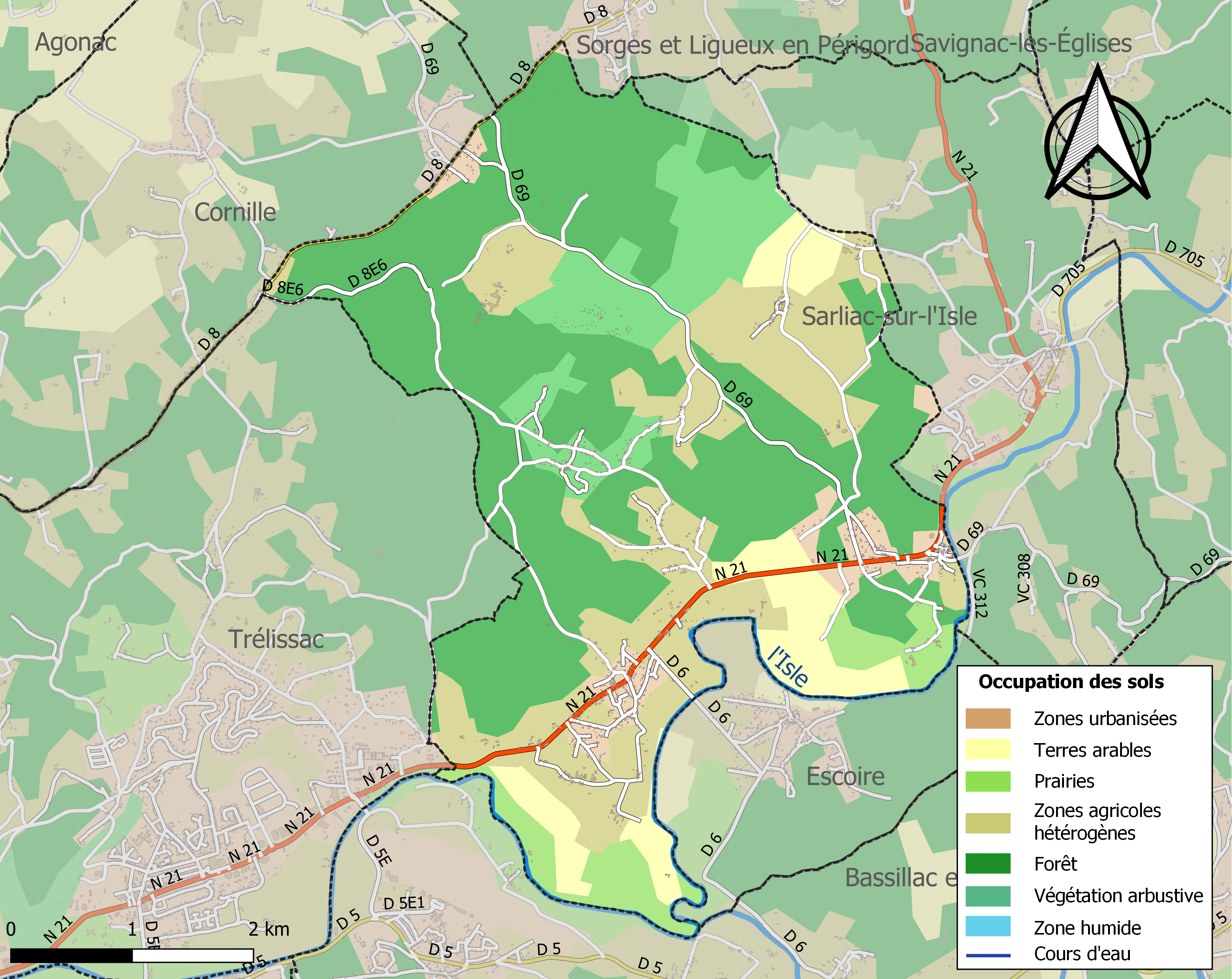

## Demografie
Onderstaande figuur toont het verloop van het inwonertal (bron: INSEE-tellingen).